# (8194) Satake
(8194) Satake (1993 SB1) – planetoida z pasa głównego asteroid okrążająca Słońce w ciągu 3,59 lat w średniej odległości 2,34 au. Odkryta 16 września 1993 roku.